# Khouribga
Khouribga (arabiska خريبكة, berberspråk ⵅⵯⵔⵉⴱⴳⴰ) är en stad i Marocko, på Plateau des Phosphates, cirka 110 km sydost om Casablanca. Staden är administrativ huvudort för provinsen Khouribga som tillhör regionen Béni Mellal-Khénifra. Folkmängden uppgick till 196 196 invånare vid folkräkningen 2014. Khouribga är Marockos viktigaste fosfatgruvecentrum.